# Phạm Trung Hiếu
Phạm Trung Hiếu (Hải Phòng, 22 de septiembre de 1998) es un futbolista vietnamita que juega en la demarcación de lateral derecho para el Haiphong FC de la V.League 1.

## Selección nacional
Hizo su debut con la selección absoluta de Vietnam el 11 de septiembre de 2023 en un encuentro amistoso contra Palestina que finalizó con un resultado de 2-0 a favor del combinado vietnamita tras los goles de Phạm Tuấn Hải y Nguyễn Công Phượng.

## Clubes
| Club               | País    | Año       | Partidos | Goles |
| ------------------ | ------- | --------- | -------- | ----- |
| Than Quang Ninh FC | Vietnam | 2018-2021 | 44       | 0     |
| Haiphong FC        | Vietnam | 2022-     | 74       | 0     |